# Capitanopsis
Capitanopsis S. Moore – rodzaj roślin z rodziny jasnotowatych, obejmujący trzy gatunki. Są to endemity Madagaskaru. Występują w suchych lasach i na wychodniach skalnych w środkowej części wyspy – na Płaskowyżu Centralnym w rejonie Ankazobe. 

## Morfologia
PokrójKrzewy o wysokości od ok. 1,5 do 5 m i małe drzewa do 10 m wysokości.
LiścieNaprzeciwległe, czasem skupione na końcach pędów. Liście równowąsko-podługowate o wielkości 30-40×2-4 mm (C. angustifolia) do eliptyczno-jajowatych o wielkości 15-35×8-18 mm (pozostałe gatunki). Całobrzegie, pierzasto żyłkowane, punktowane z powodu prześwitujących gruczołków.
KwiatyZebrane w wiechę wierzchotkową, zwykle pozbawioną podsadki. Wiechy wyrastające na krótkich szypułkach, trójkwiatowe, z drobnymi, niepozornymi przysadkami. Kielich lejkowaty, prosty, aktynomorficzny lub słabo zygomorficzny, zrosłodziałkowy, siatkowato unerwiony, o mniej więcej równych, trójgraniastych, często błoniastych działkach w fazie kwitnienia, po przekwitnięciu rozrastający się, z jedną tylną działką wyraźnie szerszą od pozostałych. Korona silnie dwuwargowa, bladoliliowa do fioletowej, pięciopłatkowa. Warga tylna krótka, ścięta, czterołatkowa ze środkowymi łatkami wygiętymi. Warga przednia jednołatkowa, wygięta lub pozioma, lekko wklęsła lub płaska. Rurka korony u nasady kolankowata i rozszerzona, walcowata lub lekko rozszerzająca się dystalnie, w środku naga. Cztery pręciki wolne, osadzone u ujścia gardzieli.
OwoceZ każdego kwiatu powstają cztery drobne niełupki, kształtu jajowatego, owłosione. Ukryte w trwałym, działającym jak skrzydełko kielichu.

## Systematyka
Jeden z rodzajów w podplemieniu Plectranthinae, w plemieniu Ocimeae w ramach podrodziny Nepetoideae w rodzinie jasnotowatych.
Gatunki
- Capitanopsis albida (Baker) Hedge
- Capitanopsis angustifolia  (Moldenke) Capuron
- Capitanopsis cloiselii  S.Moore

## Zagrożenie i ochrona
Dwa gatunki Capitanopsis zostały ujęte w Czerwonej liście gatunków zagrożonych IUCN ze statusem: najmniejszej troski (C. cloiselii) i narażony na wyginięcie (C. angustifolia).